# Lituénigo
Lituénigo es un municipio y localidad española de la provincia de Zaragoza, en la comunidad autónoma de Aragón. Situado en la comarca de Tarazona y el Moncayo, cuenta con una población de 124 habitantes (INE 2024). En la localidad se celebran dos fiestas de interés turístico de Aragón: el pesaje de los niños y la feria de oficios perdidos.

## Toponimia
La etimología de Lituénigo, tiene dos posibles variante, el uso del sufijo -igo en época medieval, aunque algunos expertos dicen que este sufijo podría venir de origen romano, y tener un valor posesivo de un fundus perteneciente a familia Littus que se habría usado como prefijo y el sufijo -igo para definir la posesión, ya que Litago podría venir de esa misma etimología.
El primer archivo datado de Lituénigo fue en el 1124 con el nombre de leitunego y después tuvo otras dos variantes una en el 1284 con el nombre de leytunego y la otra en 1382 cuyo nombre era leytuennygo.

## Geografía
Lituenigo se sitúa en las faldas del Moncayo, a una altitud de 756 m sobre el nivel del mar y al oeste de la provincia de Zaragoza, y a una distancia de 14 km de Tarazona, la capital de la comarca de Tarazona y el Moncayo, de la que este pueblo forma parte, y a 87 km de Zaragoza. Pertenece al partido judicial de Tarazona
Parte de su término municipal, unas 18 ha, está ocupado por el parque natural de la Dehesa del Moncayo, y limita con los términos municipales de Grisel, Litago, Trasmoz, San Martín de la Virgen de Moncayo y Tarazona en la parte del parque natural.
Las altitudes del término municipal entre los 690 y 1100 m s. n. m.

### Hidrografía
Sus dos barrancos principales son el río Pedrogal y el barranco del Pradillo, que se unen en el término municipal en el paraje de La Zarzosa, y sigue denominándose del Pradillo.
El río Pedrogal recoge las aguas de la fuente de los frailes y de San Gaudioso, ubicadas en Moncayo. Este río, abastece a los dos embalses, utilizados para reservas de regadío, un poco más arriba de los embalses esta el Rincón de Layla, donde actualmente es el suministro de agua del pueblo. Cabe destacar que queda el dique de un antiguo embalse denominado El Soto, de época árabe, ubicado cerca de la vieja pista polideportiva.

### Espacios protegidos
Lituénigo, tiene varias figuras de protección como la LIC Sierra del Moncayo y también la ZEPA Sierra del Moncayo-Los Fayos-Sierra de Armas en las zonas del parque natural y tiene también una figura de protección, en todo el término municipal que es Plan de Ordenación de los Recursos Naturales del Gobierno de Aragón.

### Flora
La diferencia de 500 m de altitud entre el punto más bajo de altitud y el más alto del municipio hace que haya diversos tipos de vegetación. Se pueden diferenciar dos tipos de bosques:
- hasta los 900 m se hallan encinares.
- de 900 m hasta 1100 m se hallan robledales y pinares.[6][3]

### Fauna
En Lituénigo, pueden encontrarse de forma salvaje:
- Mamíferos como corzos, jabalíes, zorros, garduñas, tejones y jinetas.
- Aves como carbonero común, perdiz, tórtola europea, collalba rubia, martín pescador, lechuza común, búho chico y búho real.
- Reptiles como lagartos ocelados, culebra bastarda, lagartija ibérica, víboras y lución.
- Anfibios como ranas comunes, sapos, tritón jaspeado y tritón palmeado.
- Peces como bermejuela, lobo de río, barbo colirrojo y trucha común.[6][3]

## Historia

### Prehistoria y Edad Antigua
En Lituénigo se han hallado algunos hallazgos de la época del Eneolítico, en la zona del Barranco de pradillo por la zona que discurre el río Pedregal, aunque no existen restos de estructuras, podría pensar en una población agrícola y ganadera trashumante. 
En la Edad Antigua no se ha encontrado restos o vestigios de que haya habido una población Celtibera o Romana, aunque algunos etimólogos, dicen que el nombre del pueblo podría venir de esta última época.

### Edad Media
El primer escrito que se tiene sobre Lituénigo se remonta al 31 de julio de 1106 para una regulación de riegos, que trasladado al calendario gregoriano, fue el 31 de julio de 1124, cuando el rey Alfonso I de Aragón donó a Garçia Ennecones el territorio que hasta entonces había pertenecido a un musulmán llamado ibn Ferruc.
Época musulmana
Lituénigo puede concluirse, que fue de origen musulmán, ya que en el texto de la regulación se mencionó a Ibn Ferruc.y esto hace que se determine que existiera el núcleo antes de la Reconquista de 1119 y el núcleo árabe discurría por las actuales calles aledañas al castillo hasta la calle Alta.
Época cristiana
en 1119, tras la Reconquista se creó el barrio de San Miguel en los extramuros del núcleo, que es, la actual calle del mismo nombre. Este barrio, fue repoblado por gente proveniente del Pirineo, este hecho posiblemente trajera el rito del pesaje, documentado en 1295.
A finales del siglo XIV la villa pertenecía al señorío de la reina María de Luna pero su nieto Fadrique de Aragón, lo perdió y pasó a pertenecer a la Corona de Castilla en 1430 hasta el año 1436, que fue recuperado por Reino de Aragón. En 1437 Alfonso V hizo que Lituénigo y Trasmoz sometieran autoridad a Lope Ximénez de Urrea (primer conde de Aranda), aunque al año siguiente vendiera Lituénigo y San Martín a Garci López de la puente y posiblemente acabara teniendo la jurisdicción Tarazona.

### Edad Contemporánea

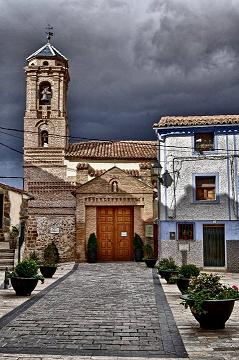
Plaza del pueblo

Hasta el siglo XIX Lituénigo tuvo dos barrios: San Martín y San Prudencio, que se unificaron formando el actual término municipal de San Martín de la Virgen de Moncayo, que hasta mediados del siglo XX compartía iglesia con Lituénigo, hasta la construcción de la iglesia de San Martín.
Sobre la década de 1840, tenía 60 casas incluida la casa consistorial y la cárcel, el castillo, y una escuela con 28 alumnos, por el clima, en esa época la enfermedad más común era el dolor de costado.
En 1913, en Lituénigo se creó el Sindicato Agrario Católico. En 1918, la gripe española afectó gravemente al pueblo, llegando a ocho fallecidos diarios. Debido a esta situación y a la falta de médico, fue un médico auxiliar Francisco Aranda Millán desinteresadamente.
También en 1928 el pueblo se interesó en el proyecto de alargar el ferrocarril del Tarazonica hacia el Moncayo, pero al proclamarse la segunda república, este proyecto fue descartado.

## Demografía
Lituénigo cuenta con una población de 124 habitantes (INE 2024).
| Gráfica de evolución demográfica de Lituénigo entre 1842 y 2021                                                     |
| |
| Población de derecho según los censos de población del INE Población de hecho según los censos de población del INE |

## Economía
En el siglo XIX, la economía en Lituénigo se basaba en la agricultura, donde los terrenos eran de calidad regular, si se trabajaba bien, se podían sacar buenas cosechas de cereales, legumbres, frutas, cáñamo y lino. También dependía de la caza y de la ganadería ovina y cabria.
Hoy día la economía de Lituénigo se basa en la agricultura, ganadería, apicultura, recursos forestales, negocios, y desde la creación del parque natural hay algunas empresas de hostelería.

## Administración y política
| Período   | Alcalde                   | Partido          |  |
| --------- | ------------------------- | ---------------- |  |
| 1931-1933 | Victorino Jiménez         | CR               |  |
| 1933      | Clementina Bilbao Nieto   | Comisión Gestora |  |
| 1933-1936 |                           | PRR              |  |
| 1936      | Juan Lapuente Jiménez     | FP               |  |
| 1936-1979 |                           | MN(FE)           |  |
| 1979-1983 | Miguel Ángel Gil Uruñuela | UCD              |  |
| 1983-1987 | José Luis García Jiménez  | AP               |  |
| 1987-1991 | Juan José Gracía Chueca   | AP               |  |
| 1991-1995 | Juan José Gracía Chueca   | PP               |  |
| 1995-1999 | Juan José Gracía Chueca   | PP               |  |
| 1999-2003 | Julián Martínez Muñoz     | PP               |  |
| 2003-2007 | Julián Martínez Muñoz     | PP               |  |
| 2007-2011 | Julián Martínez Muñoz     | PP               |  |
| 2011-2015 | Alberto Negredo Hernández | PP               |  |
| 2015-2019 | Alberto Negredo Hernández | PP               |  |
| 2019-2023 | Alberto Negredo Hernández | PP               |  |
| 2023-...  | Clara García Pellicer     | PP               |  |

| Partido político    | Partido político                                                    | 1979   | 1983   | 1987   | 1991   | 1995   | 1999   | 2003   | 2007   | 2011   | 2015   | 2019   | 2023   |
| Partido político    | Partido político                                                    | Ediles | Ediles | Ediles | Ediles | Ediles | Ediles | Ediles | Ediles | Ediles | Ediles | Ediles | Ediles |
|                     | Alianza Popular (AP)-Partido Popular de Aragón (PP)                 | —      | 5      | 5      | 5      | 5      | 5      | 5      | 5      | 5      | 5      | 5      | 4      |
|                     | Lituénigo Entre Todos (LET)                                         | —      | —      | —      | —      | —      | —      | —      | —      | —      | —      | 1      | —      |
|                     | Partido de los Socialistas de Aragón (PSOE-Aragón)                  | —      | 1      | 0      | 0      | 0      | 0      | 0      | 0      | 0      | 0      | 0      | 0      |
|                     | Chunta Aragonesista (CHA)                                           | —      | —      | —      | —      | —      | —      | —      | 0      | 0      | —      | —      | —      |
|                     | Izquierda Unida (IU)-Colectivo de Convergencia (CC)                 | —      | —      | —      | —      | —      | —      | —      | 0      | —      | 0      | —      | —      |
|                     | Partido Aragonés (PAR)                                              | —      | —      | —      | —      | 0      | 0      | —      | —      | —      | —      | —      | —      |
|                     | Unión de Centro Democrático (UCD)-Centro Democrático y Social (CDS) | 5      | —      | 0      | —      | —      | —      | —      | —      | —      | —      | —      | —      |
|                     | Organización Revolucionaria de Trabajadores (ORT)                   | 0      | —      | —      | —      | —      | —      | —      | —      | —      | —      | —      | —      |
| Total de concejales | Total de concejales                                                 | 5      | 6      | 5      | 5      | 5      | 5      | 5      | 5      | 5      | 5      | 5      | 5      |

## Cultura

### Patrimonio

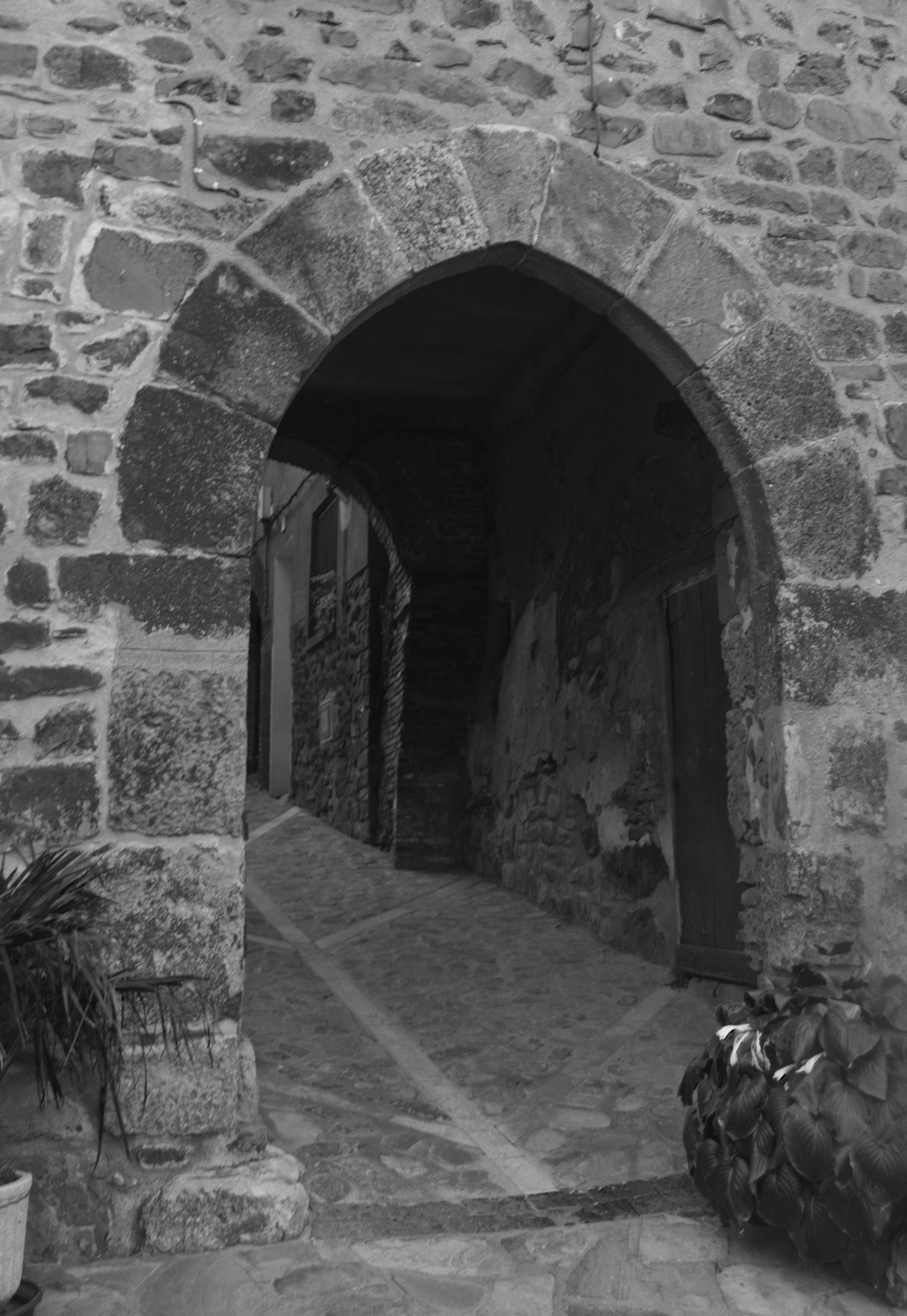
Puerta del castillo

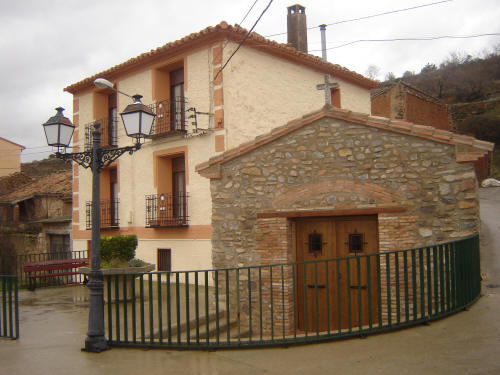
Ermita de la Virgen del Río.

Lituénigo tiene estos lugares de interés:
- Iglesia de la Purificación (siglo XVII). Levantada sobre la antigua del siglo XIII de los que todavía quedan restos en la base de la torre.
- Museo del Labrador (antiguas escuelas).
- Castillo (siglo XIV, actualmente casas particulares).
- Ermita de la Virgen del Río (siglo XVIII).
- Ermita de San Miguel (siglo XIII, actualmente remodelada para la casa consistorial).
- Fuente de los Acebillos o Ancebillos (Parque).
- Embalses de Lituénigo.
- Senderos (el de los Oficios, y el de los Embalses).
- Parque natural del Moncayo.

### Fiestas

#### Fiesta Mayor
Las fiestas patronales se celebran el último fin de semana del mes de septiembre en honor de San Miguel. El domingo de fiestas se realiza el tradicional “Pesaje de los Niños”, fiesta declarada de interés turístico de Aragón en 1998. Además el primer fin de semana de mayo se celebra la festividad de S. Miguel de mayo en la cual se pone el Mayo.

##### El Pesaje
Este rito está documentado en 1295, y puede que viniese de la zona del Pirineo, tras la repoblación en la Reconquista, y podría estar vinculada al pago del diezmo. Y este rito tiene una leyenda:
La leyenda, que se remonta al siglo XVII. Dice, que un matrimonio de Lituénigo, que no podía tener descendencia bajo a Tarazona a ver a un fraile (fray Matías de Lituénigo), Primo de este matrimonio, el fraile les dijo que no se preocuparan que tendrían un hijo sano y fuerte. La mujer se encomendó a la virgen y prometió que si tenía un hijo ofrecería tantas talegas (sacos de trigo) como kilogramos pesara el niño al nacer.
El acto tiene tres puntos:
- La Llega, En la que los mayordomos de la fiesta del próximo año van recogiendo el trigo
- El Pesaje, donde se pesan los niños nacidos en el año.
- La subasta en la que se subasta el trigo en tantos y el que consigue coger la llave sin que haya otra puja gana la subasta

#### Fiestas menores y feria
- Primer fin de semana de febrero, se celebran las fiestas menores en honor de San Blas.
- El fin de semana de Carnaval se celebra fiestas en honor a la Virgen del Río, en la que en su procesión los cazadores tiran albas al pasar la virgen.
- El primer fin de semana de mayo se celebra San Miguel de mayo .
- El primer sábado de julio se celebra la “Feria de Oficios Perdidos”, recreación de oficios artesanos del siglo XX, Feria declarada de interés turístico de Aragón.[25]
- Sobre mediados de agosto se hace la romería al Santuario de la Virgen de Moncayo.
- Ocasionalmente se celebran conciertos en el salón[4]

#### Feria de oficios perdidos

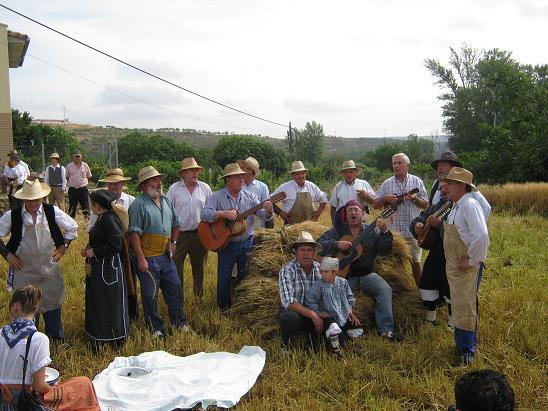
Representación de la siega en la feria de oficios perdidos

Esta feria se celebra el primer sábado de julio en el que el pueblo se viste con ropa tradicional de inicios de principios del siglo XX, declarada fiesta de interés turístico el año 2018 y en ellas se pueden ver oficios ya desaparecidos como:
- La siega
- La carbonera
- Las hilanderas
- Los colchoneros
- El esquilador
- El herrero
- El cantero
- El apicultor
- El tonelero
- Las lavanderas
- Las mondongueras
- El estañador
- El afilador
- La serrería

También asiste una representación de época de los bomberos de la diputación con un carro antiguo de bomberos.